# Villa Vil
Villa Vil é um município da Argentina, localizada no departamento de Ambato, província de Catamarca.